# Capa oculta

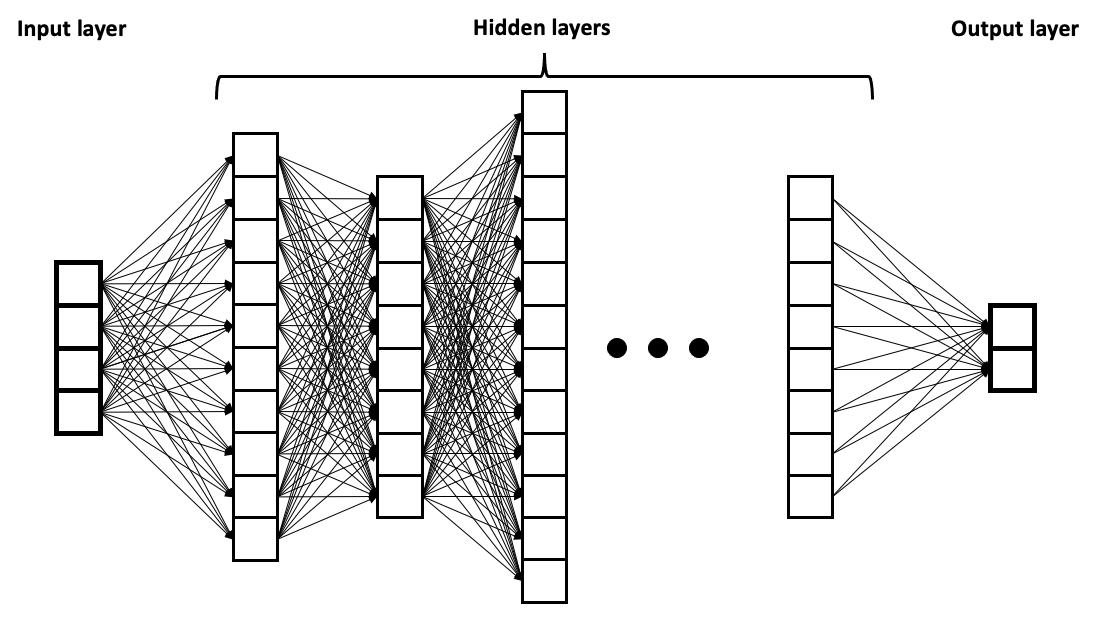
Exemple de capes ocultes en un MLP.

A les xarxes neuronals artificials, una capa oculta és una capa de neurones artificials que no és ni una capa d'entrada ni una capa de sortida. Els exemples més senzills apareixen en perceptrons multicapa (MLP), tal com s'il·lustra al diagrama.
Un MLP sense cap capa oculta és essencialment només un model lineal. Amb capes ocultes i funcions d'activació, però, s'introdueix la no linealitat al model.
A la pràctica típica d'aprenentatge automàtic, els pesos i els biaixos s'inicien i, a continuació, s'actualitzen iterativament durant l'entrenament mitjançant retropropagació.

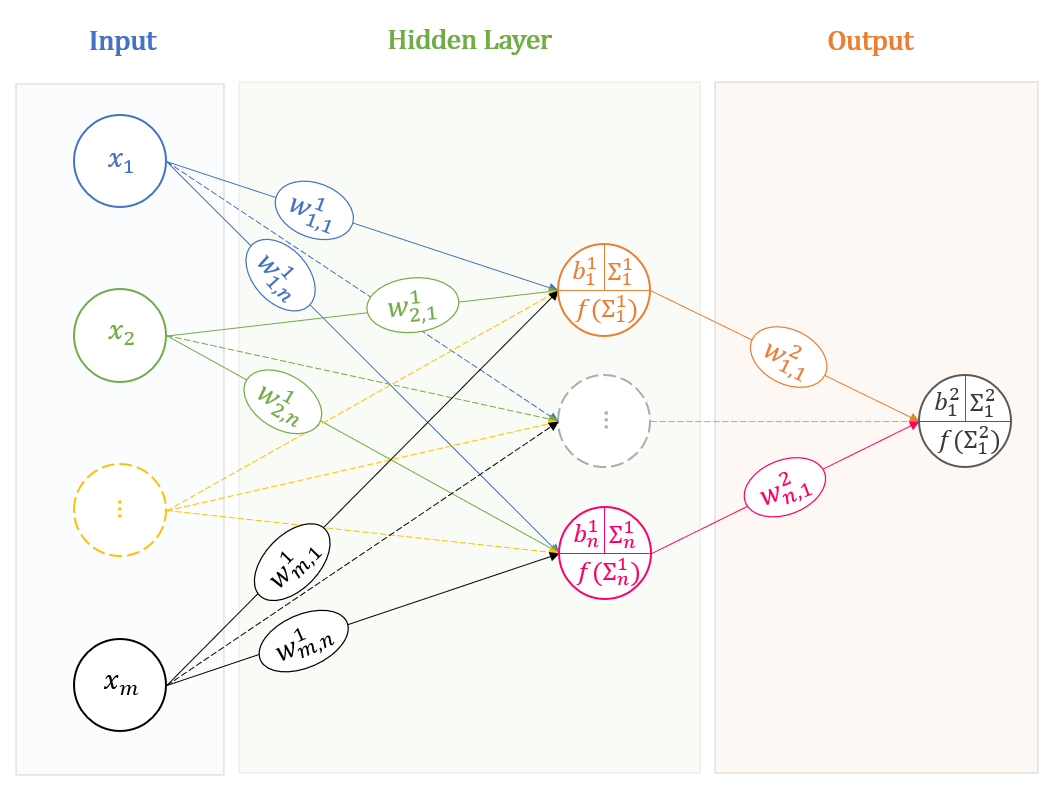
Xarxa neuronal multicapa de perceptrons (MLP). D'esquerra a dreta Entrades, pesos, neurones perceptrones a la capa oculta, pesos i capa de sortida

Per què les xarxes neuronals necessiten més d'una capa oculta?
En resum, les xarxes neuronals no requereixen més d'una capa oculta. Els informàtics i els enginyers d'intel·ligència artificial han estat utilitzant xarxes neuronals multicapa des de la invenció del perceptró multicapa el 1958.
L'addició de capes addicionals permet a les xarxes neuronals fer càlculs més complexos o interactuar amb les dades de manera més sofisticada. Apilar un gran nombre de capes amagades entre l'entrada i la sortida permet que la vostra xarxa neuronal realitzi tasques d'aprenentatge profund sobre l'entrada. El nombre de capes de cada xarxa neuronal depèn dels objectius que voleu assolir amb l'algorisme, però l'aprenentatge profund no és possible amb una sola capa oculta entre les capes d'entrada i de sortida.